# ماگاتاما

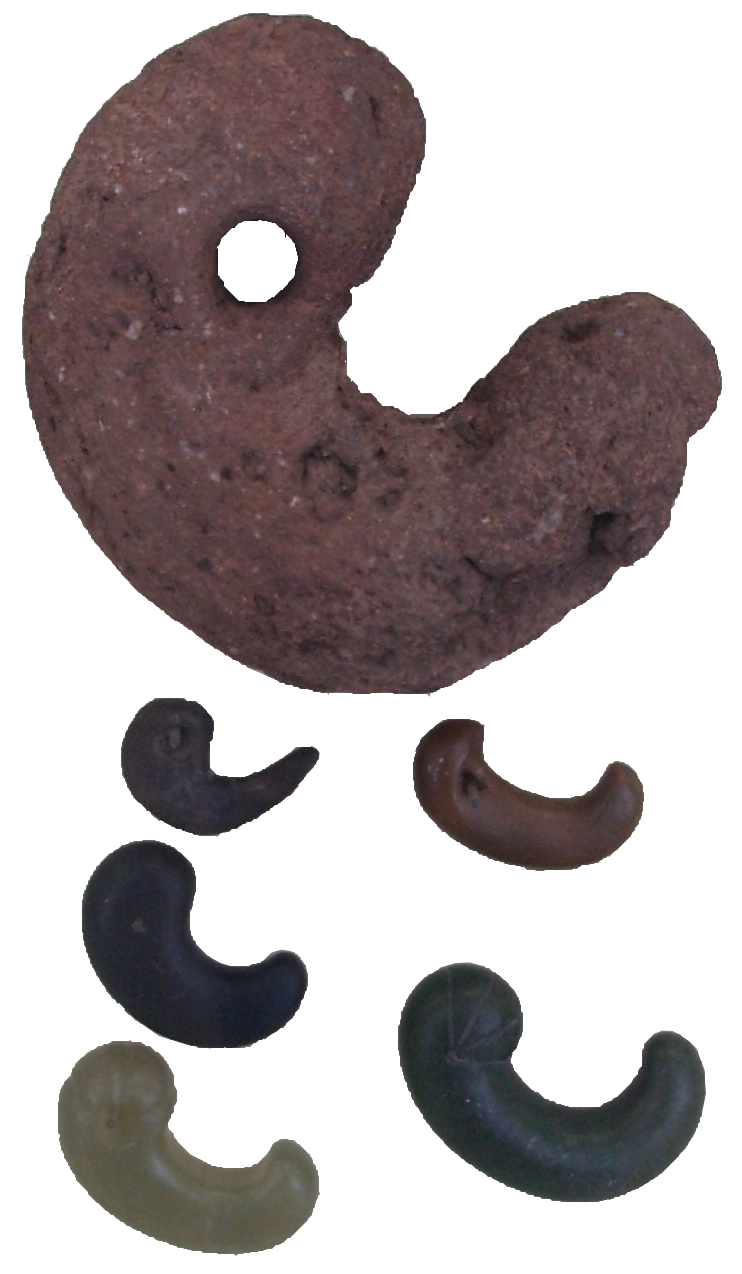
ماگاتاماهای کشف شده متعلق به دوره جومون در قرن هشتم

ماگاتاما (به ژاپنی: 勾玉 یا 曲玉)، اشیاء کوچک و خمیده‌ای هستند که متعلق به دوره پیش از تاریخ ژاپن از پایان دوره جومون تا دوره کوفون هستند که تقریباً از ۱۰۰۰ قبل از میلاد تا قرن ششم میلادی را در بر می‌گیرد. این اشیاء را به‌عنوان جواهرات از سنگ‌های ابتدایی و مواد به‌دست امده از زمین می‌ساختند اما در پایان دوره کوفون آنها را تنها از یشم سبز می‌ساختند که در مراسم مذهبی بکار می‌رفتند. شواهد باستان‌شناسی نشان می‌دهند که ماگاتاما تنها در منطقه خاصی از ژاپن ساخته می‌شده‌است و از طریق مسیرهای تجاری در مجمع‌الجزایر ژاپن پخش می‌شده‌اند.

## دوره جومون

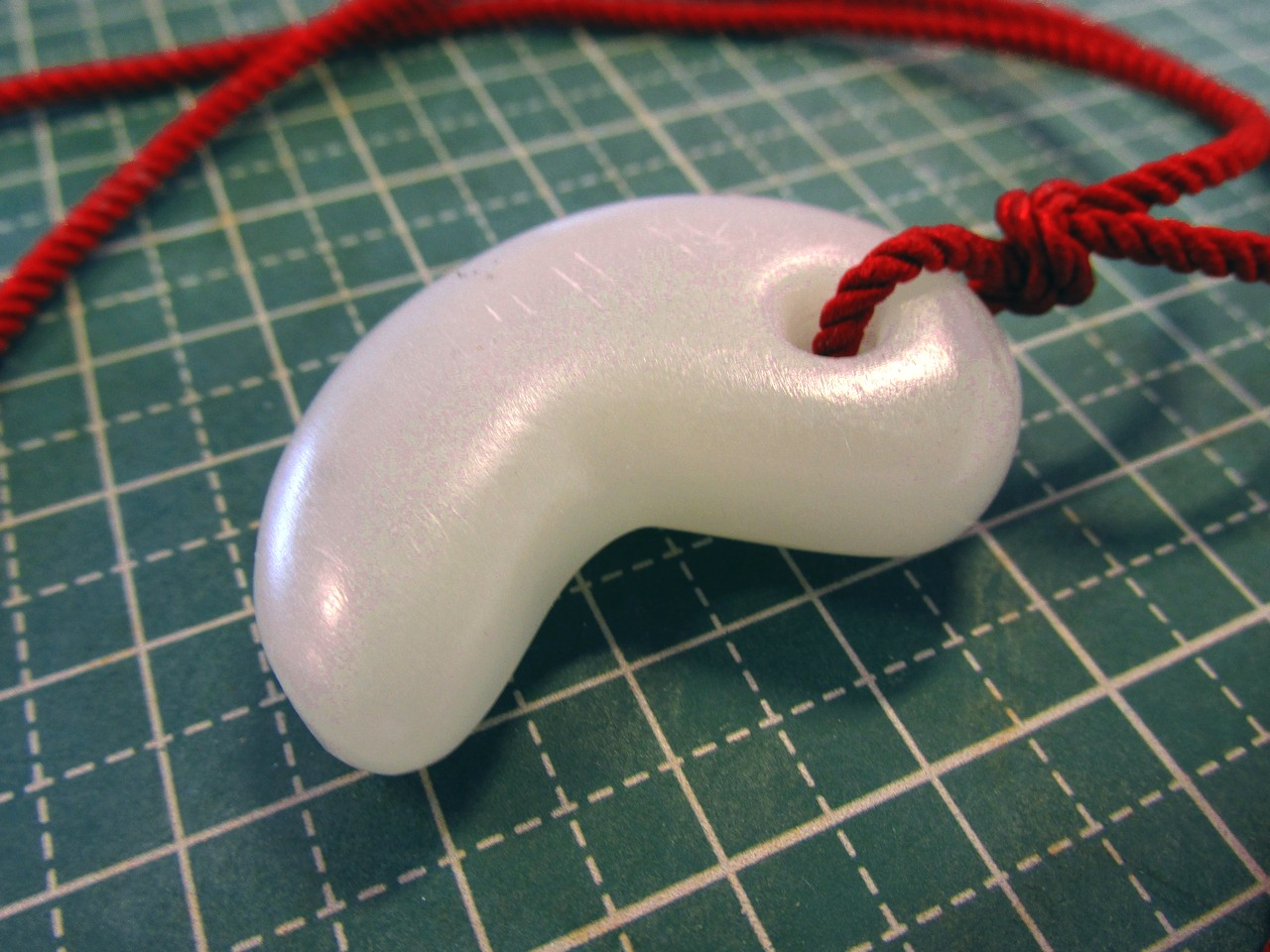
تصویر مربوط

ماگاتاما ابتدا در اواخر دوره جومون در ژاپن پدیدار شد. در این دوران ماگاتاما را با مواد ساده و در دسترسی همچون رس، تالک، اسلیت، کوارتز، گنیس، سنگ قولنج، نفریت و سرپنتینیت می‌ساختند. این ماگاتاماها از یکنواختی شکل و موادی که در دوره‌های بعد دیده می‌شد برخوردار نبودند. ماگاتاماهای این دوره دارای شکل‌های غیریکنواخت بودند و بسته به منطقه آنها با ییکدیگر متفاوت بودند؛ به همین دلیل آنها را ماگاتامای عصر سنگ می‌خواندند. آنها را با تقلید از دندان‌های حیوان‌های بزرگ و با سوراخی در انتهایشان می‌ساختند. تحقیقات جدید بیان می‌کنند که اینها شاید تنها برای تزیین استفاده می‌شده‌اند و ربطی به ماگاتاماهای دوران بعدی نداشته‌اند. به نظر می‌رسد ماگاتاماها از ابتدای این دوره تا انتهای آن از یک وسیله تزیینی به ابزاری آیینی و مهم تغییر کاربری داده باشند.

## ماگاتاما در افسانه‌های ژاپن
در کوجیکی و نیهون شوکی، که هر دو در قرن هشتم کامل شده‌اند، بسیار از ماگاتاما نام برده شده‌است. از آن در فصل اول نیهون شوکی که درباره اساطیر ژاپن حرف زده می‌شود نام برده شده است. سوسانو، خدای دریا و طوفان، از تامانویا نو میکوتو (خدای جواهرسازی) پانصد ماگاتاما می‌گیرد و آنها را به آسمان برده و به خواهرش آماتراسو (الهه خورشید) می‌دهد و او با بخشی از آن خداهای دیگر را می‌آفریند. تامانویا نو میکوتو همچنان به عنوان خدای ماگاتاما و شیشه باقی می‌ماند. در افسانه‌ها آمده که آماتراسو بعدها خود را در غاری محبوس می‌کند. آمانوکویانه‌نومیکوتو ماگاتاما و اشیای دیگری را بر پانصد شاخه درخت ساکاکی می‌آویزد تا بتواند آماتراسو را به بیرون آمدن از غار ترغیب کند. در کتاب نیهون‌شوکی آمده که در سال ۵۸ و در دوره امپراتور سوینین، سگی یک موجینا (یک گونه از گورکن) را کشت و در میان معده او یک ماگاتاما پیدا شد. آن را به امپراتور سوینین تقدیم کردند و او آن را مقدس شمرده و به معبد ایسونوکامی داده که گفته می‌شود هم‌اکنون نیز در آنجا نگهداری می‌شود. در نیهون‌شوکی آمده که در دوره امپراتور چوآی، او به تسوکوشی (امروزه با نام کیوشو شناخته می‌شود) رفته و در آنجا به او درخت ساکاکی بزرگی که ماگاتاما و اشیای مقدس دیگر بر آن آویزان بوده‌اند تقدیم شده‌است. 